# L’Hermitage
L’Hermitage település Franciaországban, Ille-et-Vilaine megyében. Lakosainak száma 4683 fő (2022. január 1.). L’Hermitage Saint-Gilles, Pacé, Le Rheu, Mordelles és La Chapelle-Thouarault községekkel határos.

## Népesség
A település népességének változása:
| Lakosok száma | 1401 | 3028 | 3248 | 3736 | 4042 | 4227 | 4437 | 4629 | 4647 | 4683 |
|               | 1968 | 1982 | 1990 | 2006 | 2013 | 2015 | 2017 | 2019 | 2020 | 2022 |